# 金山駅 (北海道)
金山駅（かなやまえき）は、北海道空知郡南富良野町字金山にあった北海道旅客鉄道（JR北海道）根室本線の駅（廃駅）である。駅番号はT34。電報略号はカナ。事務管理コードは▲110404。
かつては富内線（廃止）の延長区間の終点となる金山線が計画されていた。

## 歴史

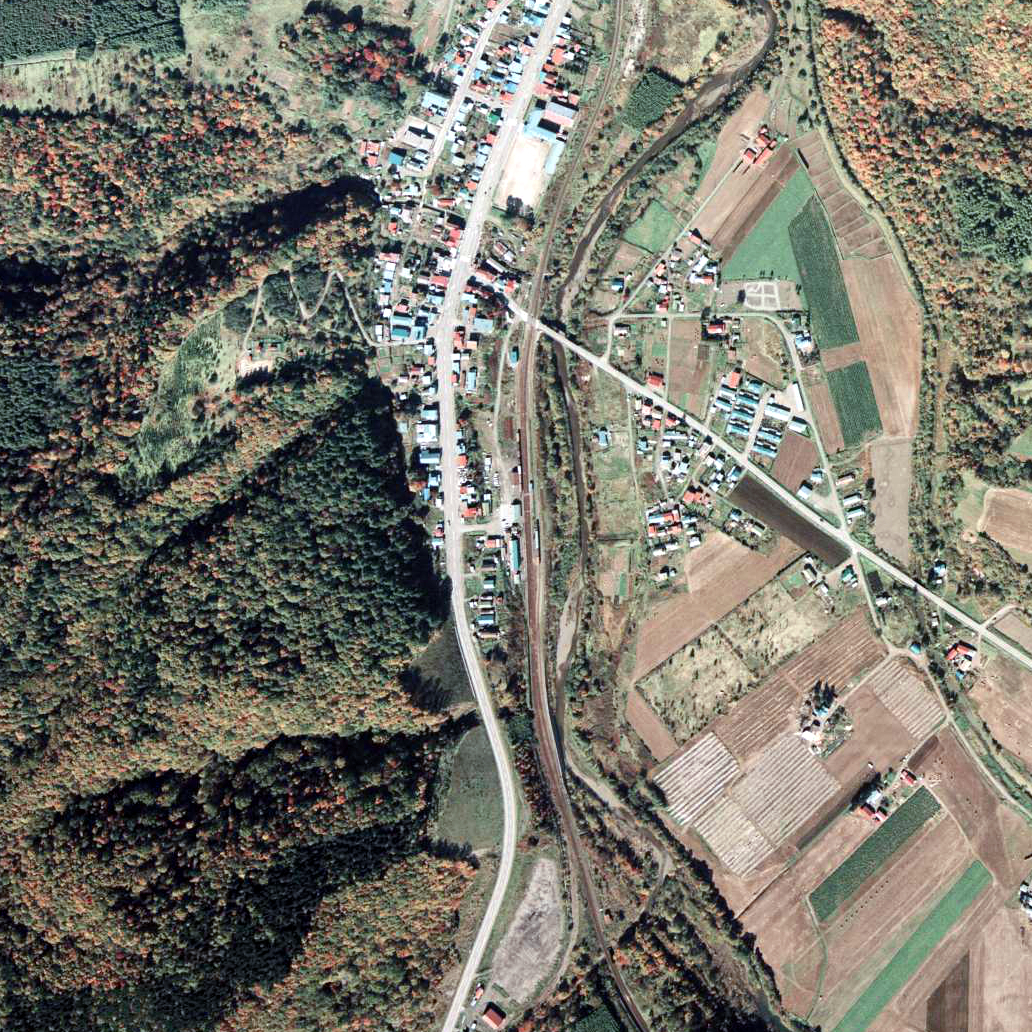
1977年の金山駅と周囲約1km範囲。下が新得方面。下側の営林署土場脇へ引き込まれた専用線が残っている。

- 1900年（明治33年）12月2日：北海道官設鉄道十勝線の駅として開業。一般駅。[1]
- 1905年（明治38年）4月1日：官設鉄道に移管[1]。
- 1919年（大正8年）5月1日：当駅含む山部駅 - 新得駅間の管轄を旭川管轄から釧路管轄とする[3]。
- 1923年（大正12年）4月1日：当駅含む山部駅 - 新得駅間の管轄を釧路管轄から再び旭川管轄とする[3]。
- 1928年（昭和3年）：金山森林鉄道開設。最長時（1951年）12.3キロ[4]
- 1934年（昭和9年）：現駅舎落成[5]。
- 1949年（昭和24年）12月1日：当駅含む布部駅 - 新得駅間の管轄を旭川鉄道管理局管轄から再び釧路鉄道管理局管轄とする[3]。
- 1958年（昭和33年） ：金山森林鉄道廃止。
- 1966年（昭和41年）9月29日：金山ダム建設に伴い金山 - 東鹿越間を新線に切替。同区間の鹿越駅廃止。
- 1982年（昭和57年）11月15日：貨物・荷物扱い廃止[6]。駅員無配置駅となる[7]。
- 1986年（昭和61年）11月1日：完全無人化。
- 1987年（昭和62年）4月1日：国鉄分割民営化により、北海道旅客鉄道（JR北海道）の駅となる[1]。
- 1994年（平成6年）4月1日：釧路支社と本社鉄道事業本部の境界を布部駅の富良野駅方（施設キロ 61km 000 m地点）から上落合信号場手前（施設キロ114 km 700 m地点）に変更し、当駅の管轄を本社鉄道事業本部に移管[8]。
- 2024年（令和6年）4月1日：富良野駅 - 新得駅間の廃止に伴い廃駅[9][JR北 1]。

### 駅名の由来
もともと当地を流れるトナシベツ川（十梨別川）のアイヌ語名からトナシベツと言う地名であったが、トナシベツ川やそれが注ぐ空知川から砂金を産したため、このような和名が名付けられた。東海道本線・中央本線（JR東海）の金山駅と区別するため、当駅発着の切符には「（根）金山」と印字された。
なお、トナシベツの原義については、「トゥナㇱペッ（tunas-pet）」（早い・川）、「トゥニウㇱペッ（tuni-us-pet）」（柏の木が・多い・川）の2説が挙げられている。

## 駅構造
廃止時点では相対式ホーム2面2線と木造駅舎を持つ地上駅であった。跨線橋はなく構内踏切を使用していた。
富良野駅管理の無人駅であった。

### のりば
| 番線 | 路線      | 方向 | 行先             |
| ---- | --------- | ---- | ---------------- |
| 1    | ■根室本線 | 上り | 富良野・滝川方面 |
| 2    | ■根室本線 | 下り | 東鹿越方面       |

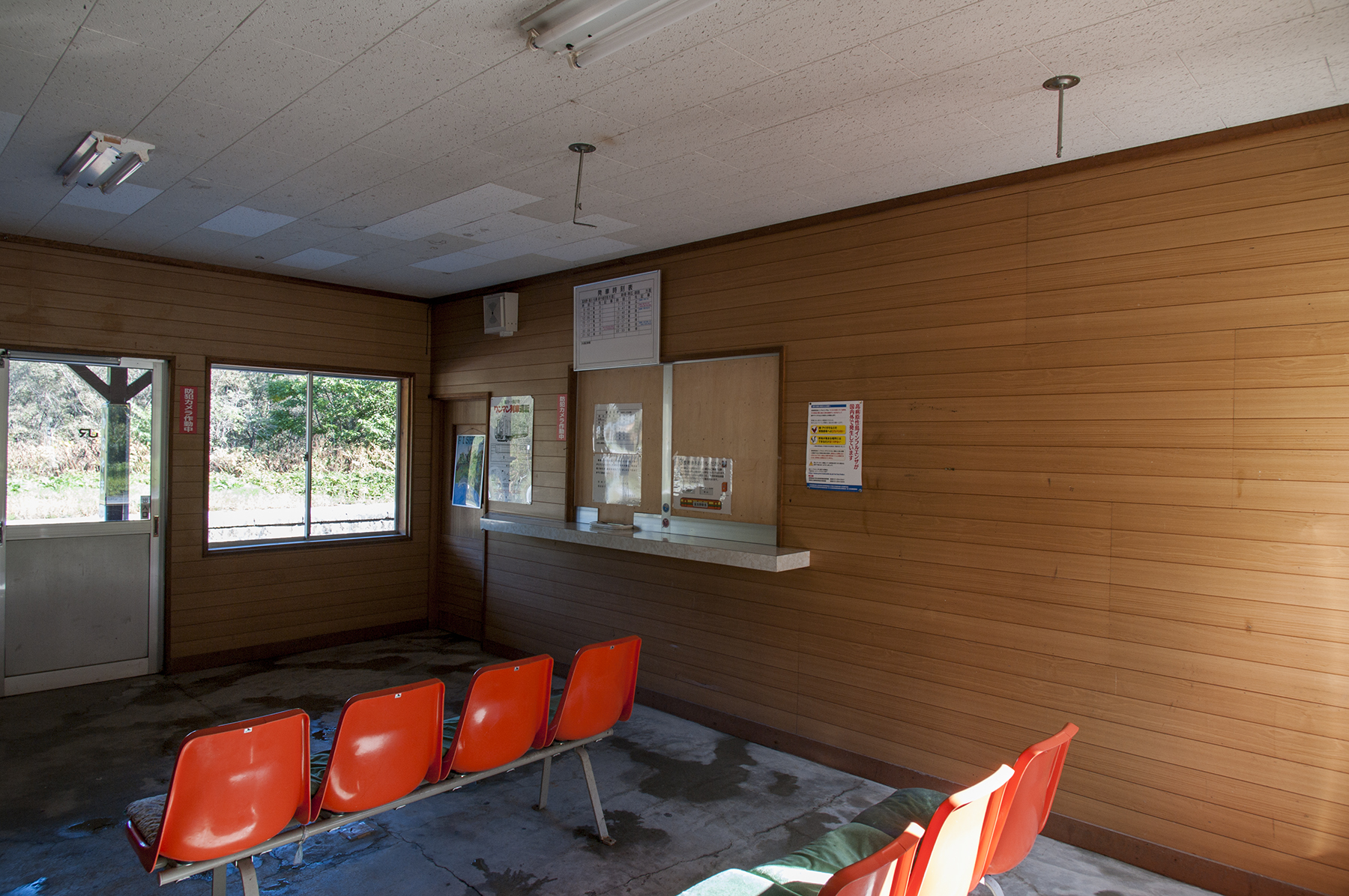
待合室（2012年10月）
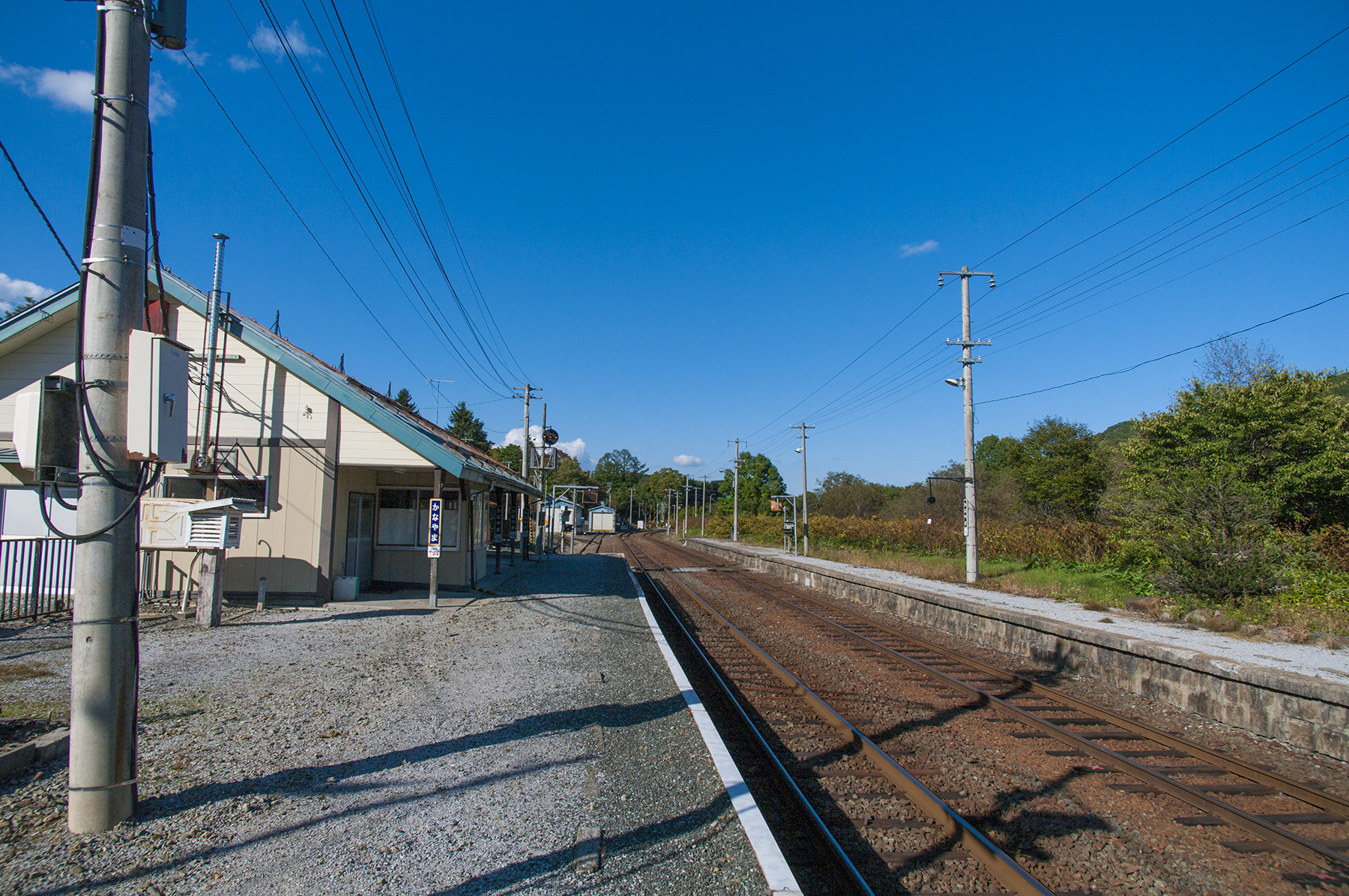
1番線ホーム（2012年10月）
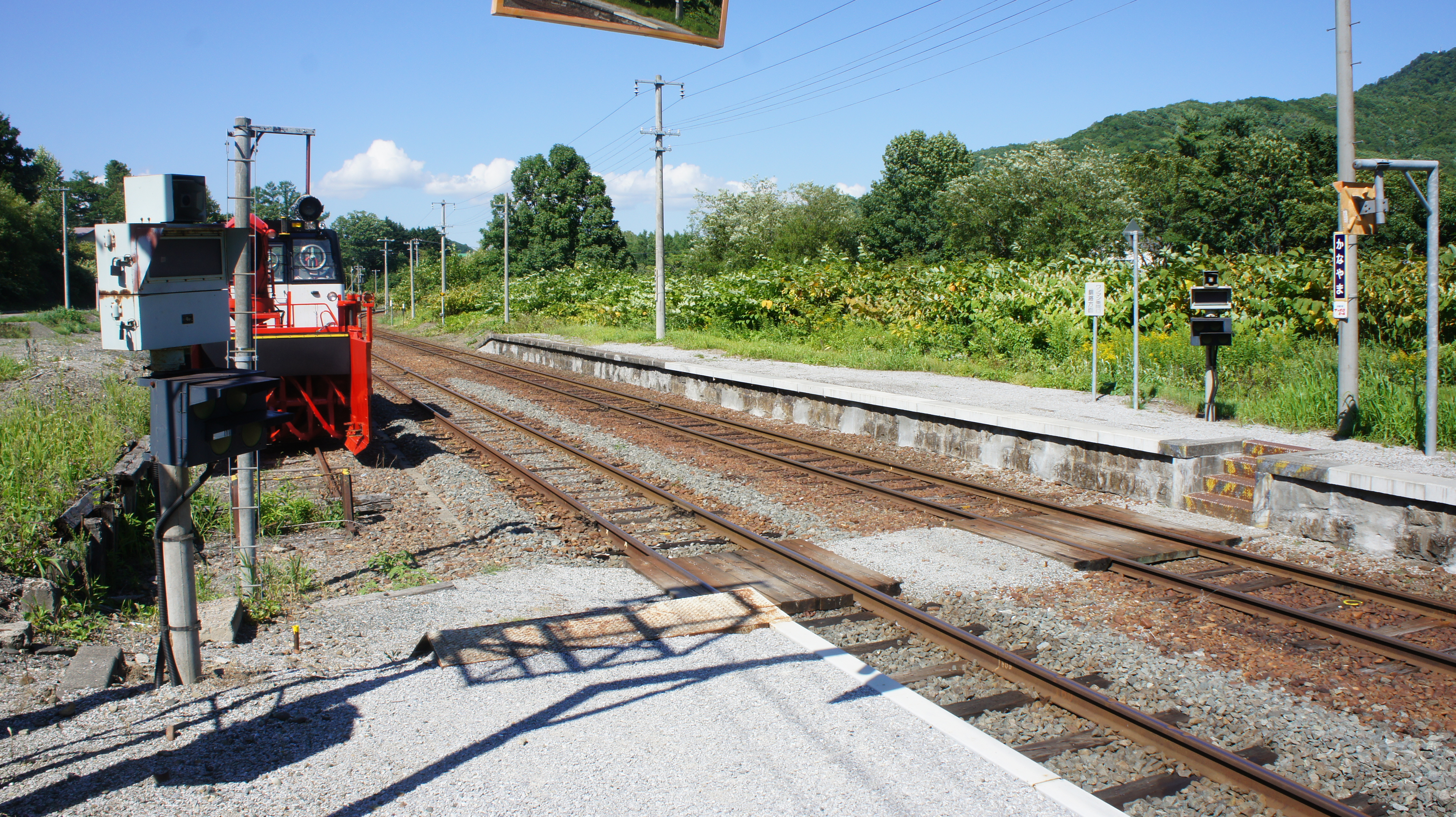
2番線ホームと構内踏切（2017年8月）
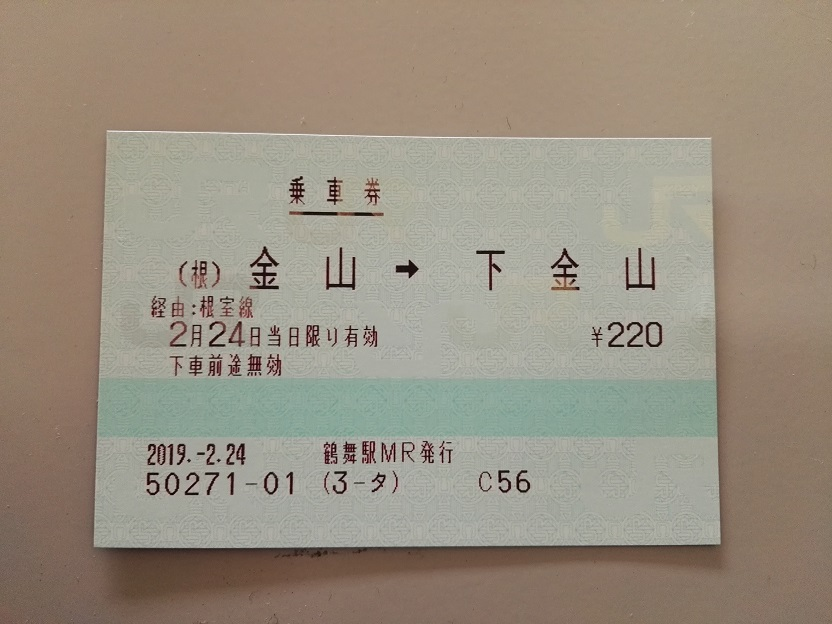
（根）金山と印字された切符

## 利用状況
乗車人員の推移は以下のとおりであった。年間の値のみ判明している年については、当該年度の日数で除した値を括弧書きで1日平均欄に示す。乗降人員のみが判明している場合は、1/2した値を括弧書きで記した。
また、「JR調査」については、当該の年度を最終年とする過去5年間の各調査日における平均である。
| 年度               | 乗車人員 | 乗車人員 | 乗車人員     | 出典        | 備考                                        |
| 年度               | 年間     | 1日平均  | JR調査       | 出典        | 備考                                        |
| ------------------ | -------- | -------- | ------------ | ----------- | ------------------------------------------- |
| 1946年（昭和21年） |          | 60.307   |              | [ 12 ]      |                                             |
| 1950年（昭和25年） |          | 69.139   |              | [ 12 ]      |                                             |
| 1957年（昭和32年） |          | 118.967  |              | [ 12 ]      |                                             |
| 1992年（平成04年） |          | (36.0)   |              | [ 13 ]      | 1日平均乗降客数72人                         |
| 2015年（平成27年） |          |          | 「10名以下」 | [ JR北 2 ]  |                                             |
| 2016年（平成28年） |          |          | 4.8          | [ JR北 3 ]  | 同年度から東鹿越 - 新得間被災によりバス代行 |
| 2017年（平成29年） |          |          | 4.6          | [ JR北 4 ]  |                                             |
| 2018年（平成30年） |          |          | 3.4          | [ JR北 5 ]  |                                             |
| 2019年（令和元年） |          |          | 3.4          | [ JR北 6 ]  |                                             |
| 2020年（令和02年） |          |          | 2.6          | [ JR北 7 ]  |                                             |
| 2021年（令和03年） |          |          | 2.2          | [ JR北 8 ]  |                                             |
| 2022年（令和04年） |          |          | 1.6          | [ JR北 9 ]  |                                             |
| 2023年（令和05年） |          |          | 2.2          | [ JR北 10 ] | 営業最終年度                                |

## 駅周辺
駅周辺には若干商店や住宅がある。駅から2kmほど東方にかなやま湖がある。
- 国道237号
- 富良野警察署金山駐在所
- 金山郵便局
- 占冠村営バス「金山駅前」停留所（国道237号沿い）
- 南富良野町営循環バス「金山駅前」停留所（駅前）
  - 根室線廃止に伴い開設された南富良野町営バス（富良野～金山）は当駅には入らず、「金山市街地」停留所が最寄りとなる。

## 隣の駅
北海道旅客鉄道（JR北海道）
■根室本線（当駅廃止時点）
下金山駅 (T33) - 金山駅 (T34) - *鹿越仮乗降場 - 東鹿越駅 (T35)
*打消線は廃駅

### JR北海道
1. ↑  『根室線（富良野・新得間）の鉄道事業廃止届の提出について』（PDF）（プレスリリース）北海道旅客鉄道、2023年3月31日。オリジナルの2023年3月31日時点におけるアーカイブ。2023年3月31日閲覧。
2. ↑  “極端にご利用の少ない駅（3月26日現在）” (PDF). 平成28年度事業運営の最重点事項.   北海道旅客鉄道株式会社. p. 6 (2016年3月28日). 2017年12月10日閲覧。
3. ↑  “駅別乗車人員（2016）” (PDF). 線区データ（当社単独では維持することが困難な線区）(地域交通を持続的に維持するために).   北海道旅客鉄道株式会社. p. 2 (2017年12月8日). 2018年8月17日時点のオリジナルよりアーカイブ。2018年8月17日閲覧。
4. ↑  “根室線（富良野・新得間）” (PDF). 線区データ（当社単独では維持することが困難な線区）(地域交通を持続的に維持するために).   北海道旅客鉄道. p. 3 (2018年7月2日). 2018年8月18日時点のオリジナルよりアーカイブ。2018年8月18日閲覧。
5. ↑  “根室線（富良野・新得間）” (PDF). 線区データ（当社単独では維持することが困難な線区）(地域交通を持続的に維持するために).   北海道旅客鉄道. p. 3 (2019年10月18日). 2019年10月18日時点のオリジナルよりアーカイブ。2019年10月18日閲覧。
6. ↑  “根室線（富良野・新得間）” (PDF). 地域交通を持続的に維持するために > 輸送密度200人未満の線区（「赤色」「茶色」5線区）.   北海道旅客鉄道. p. 3 (2020年10月30日). 2020年11月2日時点のオリジナルよりアーカイブ。2020年11月4日閲覧。
7. ↑  “駅別乗車人員  特定日調査（平日）に基づく”.   北海道旅客鉄道. 2022年8月3日時点のオリジナルよりアーカイブ。2022年8月14日閲覧。
8. ↑  “駅別乗車人員  特定日調査（平日）に基づく”.   北海道旅客鉄道. 2022年9月3日時点のオリジナルよりアーカイブ。2022年9月3日閲覧。
9. ↑  “駅別乗車人員  特定日調査（平日）に基づく”.   北海道旅客鉄道. 2023年11月10日時点のオリジナルよりアーカイブ。2023年11月10日閲覧。
10. ↑  “駅別乗車人員  特定日調査（平日）に基づく”.   北海道旅客鉄道 (2024年). 2024年9月9日時点のオリジナルよりアーカイブ。2024年9月9日閲覧。